# Wilhelm I (hrabia Jülich)
Wilhelm I (zm. w 1176) – hrabia Jülich od ok. 1142.

## Życiorys
Wilhelm był synem i następcą hrabiego Jülich Gerarda IV. Występował po stronie Hohenstaufów, prowadził liczne spory, w których rozbudowywał swoje władztwo i zapewnił sobie kontrolę nad strategiczną drogą łączącą Kolonię z Akwizgranem. 
Nie znamy imienia żony Wilhelma. Miał dwoje dzieci: syna i następcę Wilhelma II oraz córkę Juttę, która poślubiła Eberharda I, hrabiego Hengenbachu.